# Konstantinowka (Kaliningrad, Gurjewsk)
Konstantinowka (russisch Константиновка, deutsch Konradswalde und Waldhöfen) ist ein Ort in der russischen Oblast Kaliningrad. Er gehört zur kommunalen Selbstverwaltungseinheit Stadtkreis Gurjewsk im Rajon Gurjewsk.

## Geographische Lage
Konstantinowka liegt nordöstlich der Oblasthauptstadt Kaliningrad (Königsberg) an der Regionalstraße 27A-024 (ex A190). Durch den Ort verläuft die Bahnstrecke Kaliningrad–Sowetsk (Königsberg–Tilsit), seit 1945 jedoch ohne Halt. Die nächste Bahnstation ist Gurjewsk-Nowy (bis 1945 Trausitten).

## Geschichte

### Konradswalde
Der bis 1946 Konradswalde genannte Ortsteil des heutigen Konstantinowka liegt 17 Kilometer von Kaliningrad (Königsberg) entfernt und besaß vor 1945 eine Ziegelei und eine Meierei. Bis 1945 war Konradswalde Umsteigebahnhof von der Bahnstrecke Königsberg–Tilsit (Kaliningrad–Sowetsk) zur Bahnstrecke Prawten–Schaaksvitte (Lomonossowo–Kaschirskoje) der Königsberger Kleinbahn.
Zwischen 1874 und 1945 war Konradswalde in den Amtsbezirk Schönwalde (heute russisch: Jaroslawskoje) eingegliedert und gehörte zum Landkreis Königsberg (Preußen) (1939 bis 1945 Landkreis Samland) im Regierungsbezirk Königsberg der preußischen Provinz Ostpreußen. Ab 1892, amtlich ab 1900, gehörte Waldhöfen zu Konradswalde (s. u.). Im Jahre 1910 waren hier 282 Einwohner gemeldet. Ihre Zahl sank bis 1933 auf 247 und betrug 1939 255.

### Waldhöfen (Uljanowo)
Die ehemals Waldhöfen genannte Ortschaft liegt zwei Kilometer westlich vom früheren Konradswalde und war diesem Ort ab dem 6. November 1892, amtlich ab dem 14. Juli 1900, als eingemeindeter Ortsteil verbunden. Bereits 1874 wurde Waldhöfen in den Amtsbezirk Schönwalde (russisch: Jaroslawskoje) im Landkreis Königsberg (Preußen) (ab 1939 Landkreis Samland) im Regierungsbezirk Königsberg der preußischen Provinz Ostpreußen eingegliedert. Waldhöfen bestand vor 1945 im Wesentlichen aus lediglich einem großen Hof.
Nachdem der Ort 1945 zur Sowjetunion gekommen war, erhielt er im Jahr 1950 wieder eigenständig den russischen Namen Uljanowo. Gleichzeitig wurde er in den Dorfsowjet Kosmodemjanski selski sowjet im Rajon Gurjewsk eingeordnet.

### Konstantinowka
Im Jahr 1945 kam Konradswalde zur Sowjetunion. Im Jahr 1947 erhielt der Ort die russische Bezeichnung Konstantinowka und wurde gleichzeitig dem Dorfsowjet Kosmodemjanski selski Sowet im Rajon Gurjewsk zugeordnet. Vor 1968 wurde Konstantinowka selber Sitz dieses Dorfsowjets. Vor 1975 wurde der Ort Uljanowo (wieder) an Konstantinowka angeschlossen. Von 2008 bis 2013 gehörte Konstantinowka zur Landgemeinde Dobrinskoje selskoje posselenije und seither zum Stadtkreis Gurjewsk.

## Kirche
Die Bevölkerung in Konradswalde und Waldhöfen war wie vor 1945 im nördlichen Ostpreußen überhaupt größtenteils evangelischer Konfession. Während Konradswalde zum Kirchspiel Schönwalde (heute russisch: Jaroslawskoje) gehörte, war Waldhöfen in das Nachbarkirchspiel Neuhausen (Gurjewsk) eingepfarrt. Beide Pfarreien waren Teil des Kirchenkreises Königsberg-Land II (nördlich des Pregel) innerhalb der Kirchenprovinz Ostpreußen der Kirche der Altpreußischen Union.
Heute liegt Konstantinowka im Einzugsbereich der in den 1990er Jahren neu entstandenen evangelisch-lutherischen Gemeinde in Marschalskoje (Gallgarben), zehn Kilometer nördlich gelegen. Sie ist eine Filialgemeinde der Auferstehungskirche in Kaliningrad (Königsberg) in der Propstei Kaliningrad der Evangelisch-lutherischen Kirche Europäisches Russland.